# Сойер, Пол
Пол Сойер (Савьер) (англ. Paul Sawyier; 1865—1917) — американский художник-импрессионист.
Работал в основном акварелью, является одним из самых известных художников, работавших в Кентукки и, в частности, на реке Dix River.

## Биография
Родился 23 марта 1865 года в семье доктора Натаниэля и его жены Эллен (англ. Ellen Wingate Sawyier) на ферме своего деда недалеко от города Лондона, округ Мэдисон, штат Огайо.
В 1870 году вся семья переехала в город Франкфорт, штат Кентукки. После окончания средней школы Пол учился в McMicken School of Design (ныне Художественная академия Цинциннати), где обучался у Фрэнка Дювенека и Thomas Satterwhite Noble. В 1889 году Пол продолжил своё обучение у Уильяма Чейза в Лиге студентов-художников Нью-Йорка.
В 1893 году участвовал в Всемирной выставке в Чикаго, где представил несколько своих работ от штата Кентукки.

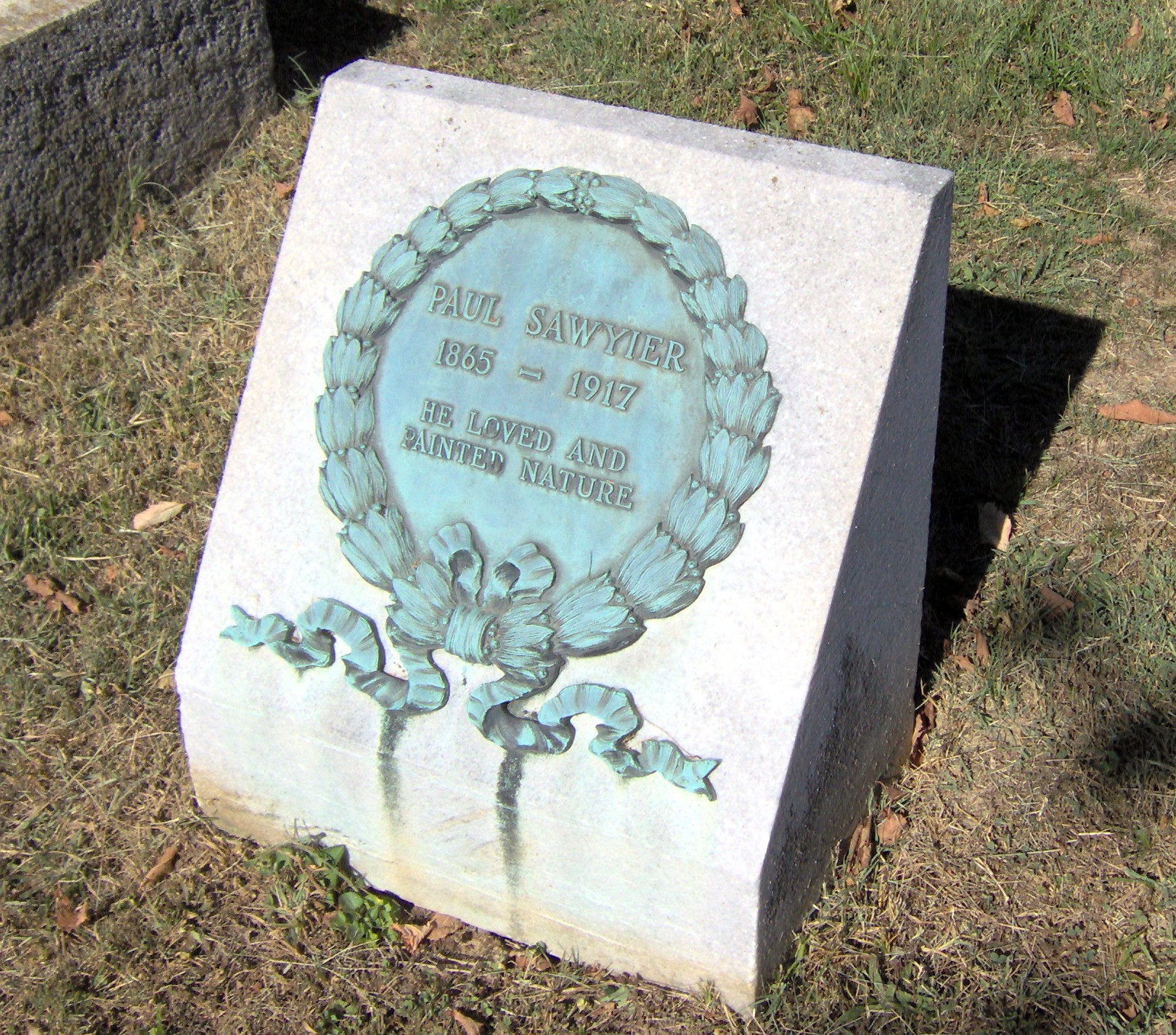
Надгробный памятник

С 1913 года и до конца жизни художник жил и работал в перестроенной часовне «Highpoint» в поместье меценатки Marshall L. Emory в Кэтскильских горах (англ. Catskill Mountains) юго-восточной части штата Нью-Йорк. Умер 5 ноября 1917 года от сердечного приступа и был похоронен на кладбище городка Fleischmanns в штате Нью-Йорк. Позже в том же году был перезахоронен на семейном участке Sawyier-Wingate кладбища Frankfort Cemetery.

Некоторые работы
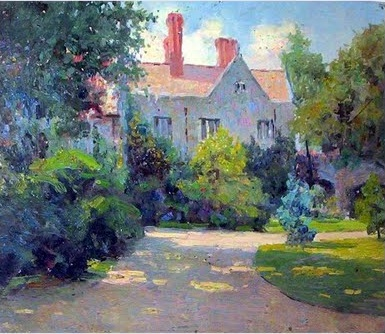
Coolkenny
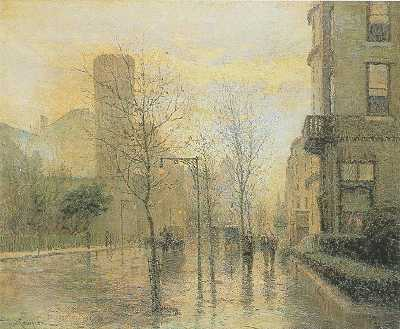
Townshape
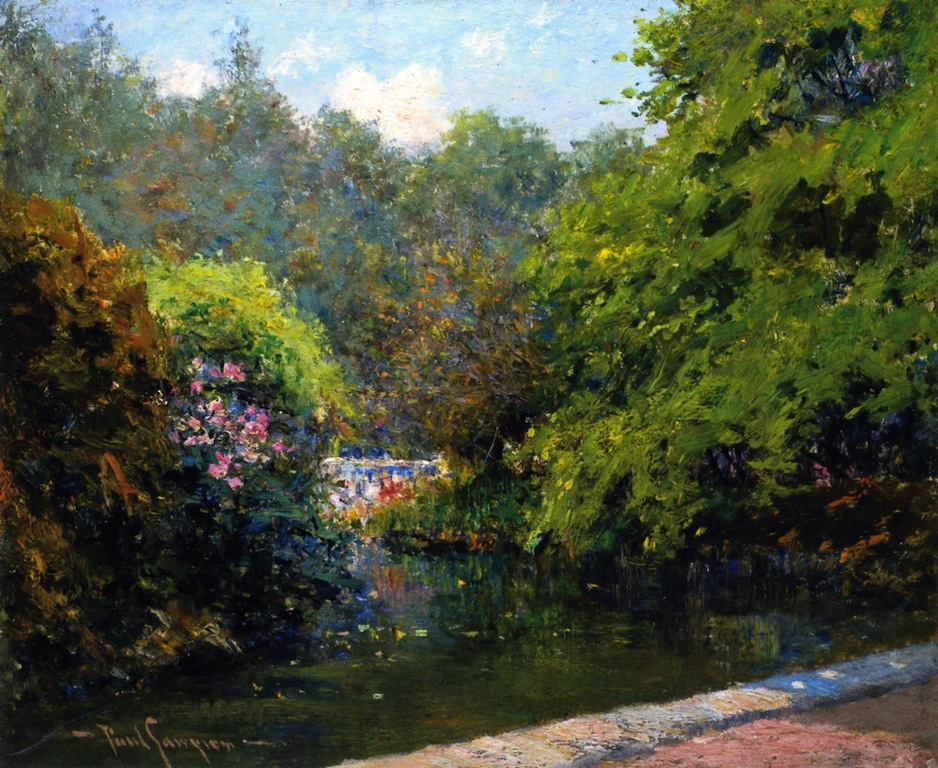
Prospect Park